# Alex (papegaai)
Alex (1976 – 6 september 2007) was een Afrikaanse grijze roodstaartpapegaai (Psittacus erithacus).
Alex was het onderwerp van een dertig jaar (1977-2007) durend experiment door de dierenpsycholoog Irene Pepperberg, aanvankelijk aan de Universiteit van Arizona en later aan de Harvard-universiteit en de Brandeis-universiteit, om het leervermogen van vogels te bestuderen.
Vóór het werk van Pepperberg met Alex werd in de wetenschappelijke gemeenschap algemeen aangenomen dat er ten minste een groot primatenbrein nodig was om complexe problemen, die met taal en begrip te maken hebben, te lijf te kunnen gaan. Men was van mening dat vogels niet als intelligent konden worden beschouwd aangezien hun enige gemeenschappelijke gebruik van communicatie het nabootsen en de herhaling van geluiden is. Alex' prestaties geven echter aan dat vogels mogelijk toch in staat zijn om op basisniveau te redeneren en woorden op creatieve wijze te gebruiken.
Pepperberg schreef dat Alex' intelligentie op een lijn stond met die van dolfijnen en mensapen.  Zij heeft ook beweerd dat Alex de intelligentie van een vijf jaar oud kind had en op het moment dat hij stierf nog niet zijn volle potentieel had bereikt. Zij was verder van mening dat de vogel  op het moment van zijn dood het emotionele niveau van een tweejarige peuter had.

## Achtergrond
Pepperberg kocht Alex in een dierenwinkel in de buurt van O'Hare International Airport in Chicago, toen hij ongeveer één jaar oud was. Zij deed op dat moment onderzoek aan de Purdue-universiteit. Alex' vleugels werden geknipt, toen hij nog heel jong was. Daarom is hij nooit in staat geweest te leren vliegen.
De naam Alex is een acroniem van Avian Language EXperiment, maar Pepperberg verklaarde de naam later ook als Avian Learning EXperiment, dit vanwege een verdere acceptatie in haar onderzoeksgebied, een toentertijd gevoelig onderwerp (uitgelegd in haar boek, Alex & Me).

## Trainingsmethode
Irene Pepperberg maakte bij de training van Alex gebruik van een model/rivaaltechniek, waar de student (Alex) de interactie tussen de  trainers observeert. Een van de trainers vertoont het gewenste gedrag van de student en wordt door de student gezien als een rivaal voor de aandacht van de andere trainer. De trainer en het/de model/rivaal verwisselen onderling van rol, zodat de student (de papegaai) kan zien dat het proces interactief is. Tijdens de momenten waarop Pepperberg en een assistent een gesprek voerden en daarbij fouten maakten,  werden zij door Alex gecorrigeerd.
Deze techniek hielp Pepperberg om met Alex te slagen, waar andere wetenschappers hadden gefaald bij het faciliteren van een tweewegcommunicatie met papegaaien. In latere jaren nam Alex soms de rol van een van Pepperbergs assistenten op zich door te fungeren als het "model" en de "rivaal" bij het helpen bij het onderwijzen van een collega-papegaai in het laboratorium. Alex oefende soms  woorden wanneer hij alleen was.

## Leervermogen van Alex
Alex verwierf zich een woordenschat van enkele honderden woorden, en was ook in staat de betekenis en syntaxis van woorden en korte zinnen te begrijpen.
Pepperberg was conservatief in haar beschrijvingen van Alex' prestaties. Zij claimde niet dat hij "taal" kon gebruiken, maar zei in plaats daarvan dat hij een tweewegcommunicatiecode gebruikte. Toen zij Alex' prestaties in 1999 opsomde zei Pepperberg dat hij 50 verschillende voorwerpen kon identificeren en hoeveelheden tot en met zes kon herkennen; dat hij verder zeven kleuren en vijf vormen kon onderscheiden en inzicht had in de  concepten "groter", "kleiner", "hetzelfde" en "anders". Op dat moment was hij bezig de begrippen "over" en "onder" te leren. Alex slaagde erin steeds moeilijker testen te doorstaan. Daaronder was ook een test om te meten of mensen het onderstadium 6 (objectpermanentie) van Jean Piaget hebben bereikt. Alex toonde verrassing en ook irritatie, wanneer hij tijdens de testen met een niet-bestaand object of iets anders, dan wat hem was voorgespiegeld, werd geconfronteerd.
Hij was bijvoorbeeld niet alleen in staat vragen over de voorwerpen te begrijpen, maar kon deze vragen ook verbaal beantwoorden. Bijvoorbeeld op de vraag: "Geef mij de rode bal" pakte Alex de rode bal (en niet de groene bal of het rode blokje) met zijn snavel. Ook kon hij de kleur, vorm en materialen van voorwerpen die van papier, hout of metaal waren gemaakt correct benoemen. Zo kon hij verbaal zeven kleuren en vijf vormen uit elkaar houden, waarbij hij ook materiaaltype kon onderscheiden. Als hem bijvoorbeeld vier kurken werden getoond, antwoordde hij op de vraag: "hoeveel?, "vier". Op die manier was hij in staat ongeveer 100 verschillende objecten van elkaar te onderscheiden. Een andere variant van vragen stellen bestond hierin dat aan Alex steeds twee voorwerpen werden getoond met de vraag "hetzelfde" (same) of "verschillend" (different).
Alex had een woordenschat van ongeveer 150 woorden, maar was in die zin uitzonderlijk dat hij leek te begrijpen wat hij zei. Wanneer men Alex bijvoorbeeld een voorwerp toonde en hem vragen stelde over vorm, kleur of materiaal, kon hij deze vragen over het voorwerp correct beantwoorden. Hij kon begrijpen dat een sleutel een sleutel was ongeacht grootte of kleur, en kon aangeven hoe de sleutel van andere sleutels verschilde. Hij vroeg welke kleur hij zelf was, en leerde naar aanleiding van deze vraag de kleur "grijs" nadat deze hem zes keer verteld was.
Alex begreep het "om-de-beurtgedrag" van communicatie en vaak ook de syntaxis, die in taal wordt gebruikt. Hij noemde een appel een "banerry", volgens Pepperberg een samentrekking van "banana" en "cherry", de Engelse woorden voor respectievelijk banaan en kers, twee vruchten waar Alex meer mee vertrouwd was dan met appels.
Alex kon zelfs tellen en tot op beperkte hoogte het aantal soortgelijke voorwerpen op een dienblad aangeven. Pepperberg zei dat als hij niet kon rekenen de gegevens  geïnterpreteerd konden worden als dat Alex in staat was om snel en nauwkeurig een aantal voorwerpen te schatten, zelfs beter dan de mens dit kan.

## Onverwachts overlijden
Alex overleed op 6 september 2007 op 31-jarige leeftijd. Alex' dood kwam als een complete verrassing; de gemiddelde levensduur van Afrikaanse grijze papegaaien is zestig jaar. Alex leek de dag ervoor nog goed gezond, maar werd de volgende dag 's ochtends dood aangetroffen. Volgens een persbericht van de Alex Foundation werd "Alex tijdens zijn meest recente jaarlijks medisch onderzoek ongeveer twee weken voor zijn dood in goede gezondheid bevonden. Volgens de dierenarts die de autopsie uitvoerde was er geen aanwijsbare oorzaak voor zijn dood." Volgens Pepperberg zal de dood van Alex het onderzoek niet stoppen, maar betekent het wel een grote tegenslag. Het lab heeft twee andere vogels, waaronder de Afrikaanse grijze roodstaartpapegaai Griffin, maar hun vaardigheden komen niet in de buurt van die van Alex.
The Alex Foundation maakte de resultaten van de patholoog-anatoom op 4 oktober 2007 bekend:
"Alex stierf snel. Hij werd getroffen door een plotselinge, onverwachte catastrofale gebeurtenis als gevolg van aderverkalking ("arteriosclerose"). Het was of een fatale aritmie, een hartaanval of een beroerte, waardoor hij plotseling stierf zonder (langdurig) lijden. Er was geen manier om zijn overlijden te voorspellen. Al zijn tests, met inbegrip van zijn cholesterolgehalte en asperniveaus, waren eerder dezelfde week nog normaal. Zijn dood kan niet in verband worden gebracht met zijn dieet of zijn leeftijd, onze dierenarts zei dat zij soortgelijke gebeurtenissen in jonge (minder dan 10 jaar oude) vogels met een gezond dieet heeft gezien. Waarschijnlijk zijn genetische oorzaken of een op laag niveau (nog onmogelijk bij vogels te detecteren) chronisch doorzeurende ontstekingsziekte, dezelfde die ook een rol spelen bij hart- en vaatziekten bij mensen, voor Alex' dood verantwoordelijk."
Alex' laatste woorden gericht aan Pepperberg waren: "Wees goed. Tot morgen. Ik houd van je...".

## Voetnoten
1. 1 2 3  The Alex Foundation (10 september 2007).
2. 1 2  Scientific American (12 september 2007).
3. ↑  Irene Pepperberg (1998), Talking with Alex: Logic and speech in parrots. Scientific American.
4. 1 2 3 4 5  
David Chandler (11 september 2007) Farewell to a famous parrot: Alex, who could talk and count, dies at 31.
5. ↑  "Bird Brain Dies After Years of Research", Associated Press via USA Today, 11 september 2007. Geraadpleegd op 31 oktober 2007. “Alex, a parrot that could count to six, identify colors and even express frustration with repetitive scientific trials, has died after 30 years of helping researchers better understand the avian brain.”
6. ↑  "Alex the Parrot, an Apt Student, Passes Away", National Public Radio, 10 september 2007.
7. 1 2  (en)  Smith, Dinitia, "A Thinking Bird or Just Another Birdbrain?", The New York Times, 9 oktober 1999.
8. ↑  "A Little Bird Told Me", Seed Magazine, 12 september 2007. Gearchiveerd op 14 januari 2010. Geraadpleegd op 5 april 2012.
9. 1 2 3   Wise, Steven M. (2002). Drawing the Line. Perseus Books, Cambridge, MA, pp. 94-96. ISBN 0-7382-0340-8.
10. 1 2   Wise, Steven M. (2002). Drawing the Line. Perseus Books, Cambridge, MA, 93. ISBN 0-7382-0340-8.
11. 1 2   Wise, Steven M. (2002). Drawing the Line. Perseus Books, Cambridge, MA, pp. 90-92. ISBN 0-7382-0340-8.
12. 1 2   Wise, Steven M. (2002). Drawing the Line. Perseus Books, Cambridge, MA, pp. 101-102. ISBN 0-7382-0340-8.
13. ↑  Benedict Carey (10 september 2007), Alex, a Parrot Who Had a Way With Words, Dies. New York Times. Geraadpleegd op 11 september 2007.
14. 1 2   Wise, Steven M. (2002). Drawing the Line. Perseus Books, Cambridge, MA, 107. ISBN 0-7382-0340-8.
15. 1 2   Wise, Steven M. (2002). Drawing the Line. Perseus Books, Cambridge, MA, 108. ISBN 0-7382-0340-8.
16. ↑  "Alex the African Grey", The Economist, 20 september 2007. Geraadpleegd op 19 januari 2009. “Science's best known parrot died on September 6th, aged 31”
17. ↑  Bird brain Alex the parrot dies
18. ↑  "Milestones Sep. 24, 2007", 24 september 2007. Gearchiveerd op 22 februari 2012. Geraadpleegd op 5 april 2012.